# Zasłużony Żołnierz RP
Zasłużony Żołnierz Rzeczypospolitej Polskiej – tytuł honorowy i odznaka nadawane żołnierzom Sił Zbrojnych RP ustanowione 23 czerwca 2010 roku rozporządzeniem Ministra Obrony Narodowej.

## Zasady nadawania.
Tytuł Honorowy „Zasłużony Żołnierz RP” wraz z odznaką może być nadany za wybitne zasługi dokonane w okresie co najmniej 6 lat pełnienia służby wojskowej, w szczególności czyny świadczące o męstwie, ofiarności albo o odwadze, znaczące osiągnięcia szkoleniowe lub dydaktyczne, w dowodzeniu, szkoleniu, pracy wychowawczej, eksploatacji środków technicznych lub uzbrojenia.
Uprawnionymi do nadawania odznaki są:
- pierwszym stopniu – Minister Obrony Narodowej,
- drugim stopniu – Minister Obrony Narodowej, Sekretarz Stanu, Podsekretarz Stanu, Dyrektor Generalny MON, Szef Sztabu Generalnego WP, Dowódca Generalny RSZ, Dowódca Operacyjny RSZ, Dowódca Wojsk Obrony Terytorialnej, Dowódca Komponentu Wojsk Obrony Cyberprzestrzeni, Szef Inspektoratu Wsparcia Sił Zbrojnych, Komendant Główny Żandarmerii Wojskowej, Dowódca Garnizonu Warszawa,
- trzecim stopniu – Minister Obrony Narodowej, dyrektor (szef, kierownik) komórki lub jednostki organizacyjnej Ministerstwa Obrony Narodowej, dowódca jednostki wojskowej (równorzędny)

Z wnioskiem o nadanie tytułu honorowego Zasłużony Żołnierz RP może wystąpić, w przypadku tytułu honorowego z odznaką w:
- pierwszym stopniu – Sekretarz Stanu, Szef Sztabu Generalnego WP, Podsekretarz Stanu, Dyrektor Generalny MON, Dowódca Generalny RSZ, Dowódca Operacyjny RSZ – żołnierzom mu podporządkowanym, po uzgodnieniu z właściwym przełożonym dyscyplinarnym, Dowódca Wojsk Obrony Terytorialnej, Dowódca Komponentu Wojsk Obrony Cyberprzestrzeni, Szef Inspektoratu Wsparcia Sił Zbrojnych, Komendant Główny Żandarmerii Wojskowej, Dowódca Garnizonu Warszawa oraz dyrektorzy (szefowie, kierownicy) komórek organizacyjnych Ministerstwa Obrony Narodowej, dowódcy (równorzędni) jednostek organizacyjnych bezpośrednio podległych Ministrowi Obrony Narodowej lub przez niego nadzorowanych;
- drugim stopniu – dowódca jednostki wojskowej albo przełożony tego dowódcy;
- trzecim stopniu – bezpośredni przełożony żołnierza

## Wygląd
Odznakę tytułu honorowego stanowi:
Na awersie – wieniec z liści laurowych i dębowych o grubości minimum 2 mm i wyraźnym reliefie. Kolor wieńca zależny od stopnia odznaki:
- w kolorze złotym dla odznaki w pierwszym stopniu
- w kolorze srebrnym dla odznaki w drugim stopniu,
- w kolorze brązu dla odznaki w trzecim stopniu.

Na wieniec nałożony uplastyczniony w 2,5D orzeł z głowicy sztandaru jednostki wojskowej (o grubości min. 4 mm) w najwyższym punkcie uplastycznienia, posadowiony na podstawie (puszce) według wzoru określonego w ustawie o znakach. Orzeł i kontury puszki w kolorze oksydowanego srebra. Korona, dziób i szpony pozłacane. Orzeł i puszka głęboko ryte i modelowane. Wnętrze puszki emaliowane na biało, na białym polu umieszczony skrót „RP”. Kolor liter i obramowania pola zgodny ze stopniem odznaki, według zasady przyjętej dla wieńca.
Na rewersie – wykonany wgłębnie (lub innym sposobem zapewniającym nieusuwalność i wyrazistość) kolejny numer odznaki łamany przez dwie cyfry oznaczające rok jej wykonania (np. 0001/22) oraz nazwa firmy lub jej znak.
Odznaka wypukła, ażurowa, wykonana z metalu (oprócz cyny i materiałów cynopochodnych), trzywarstwowa, trzyczęściowa. Elementy odznaki uplastycznione w formie płaskorzeźby w 2,5D. Mocowana na lutowany do odznaki gwintowany trzpień o średnicy 2 mm z nakrętką o średnicy 18 mm z bokiem moletkowanym. Wymiary: wysokość 44 mm, szerokość 40 mm.

## Zasady noszenia
Odznakę rozmieszcza się i mocuje na kurtkach mundurów wyjściowych i galowych oraz bluzie wyjściowej marynarskiej:
- na kurtce munduru wyjściowego i galowego Wojsk Lądowych i Sił Powietrznych, na bluzie polowej Wojsk Lądowych, Sił Powietrznych i Marynarki Wojennej spełniającej funkcję ubioru wyjściowego i galowego: przymocowując bezpośrednio do kurtki munduru wyjściowego i galowego albo na pasku skórzanym przypiętym do guzika prawej górnej kieszeni, na środku prawej górnej kieszeni między guzikiem klapki a dolną krawędzią kieszeni, jako odznakę pojedynczą albo drugą (wtedy obie odznaki umieszcza się symetrycznie);
- na kurtce munduru wyjściowego i galowego Marynarki Wojennej: w odległości 60÷80 mm na zewnątrz drugiego górnego prawego guzika, a na bluzach wyjściowych marynarskich 80÷120 mm poniżej rozcięcia dekoltu i 80÷120 mm w prawo od środka przodu bluzy.

Na ubiorze cywilnym nosi się miniaturkę odznaki.